# Supercopa andorrana 2015
La Supercopa andorrana 2015 è stata la tredicesima edizione della supercopa andorrana di calcio.
La partita è stata disputata dal FC Santa Coloma, vincitore del campionato, e dal UE Sant Julia, vincitore della coppa nazionale.
L'incontro si è giocata il 20 settembre 2015 allo Estadi Comunal d'Aixovall e, a vincere il trofeo, è stato il Santa Coloma, al suo quinto titolo.

## Tabellino
| Arbitro: | do Nascimento Teixeira |

|                                           |                      |                               |
| Conde 18’                                 | Marcatori            | 28’ (aut.) Rodríguez          |
| Ramos J. Martínez Parra C. Martínez Pujol | Tiri di rigore 5 – 4 | Spano Conteh Ruiz Varela Coca |